# Mel Collins

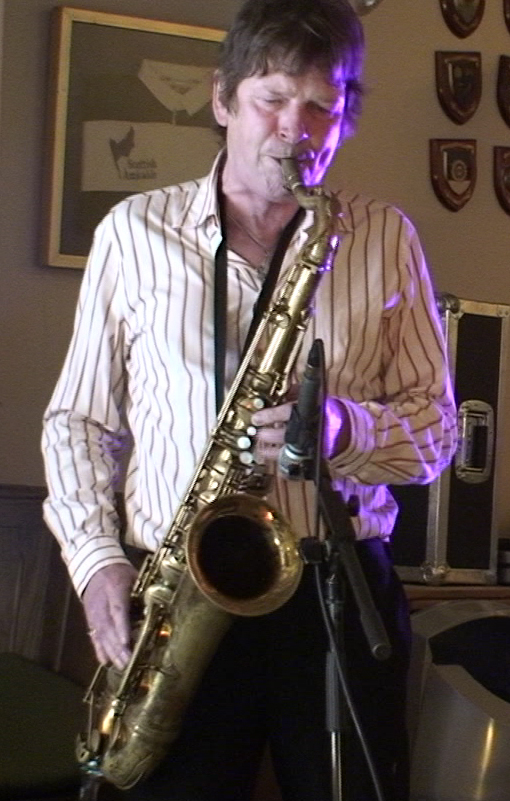
Mel Collins (2008)

Mel Collins (Melvyn Desmond Collins) (* 5. September 1947 auf der Isle of Man) ist ein englischer Musiker, der seit den 1960er Jahren in vielen Bands mitgespielt hat. Seine Instrumente sind Saxophon, Klarinette, Querflöte und Keyboards.

## Musikalisches Wirken
1969 nahm er mit Circus eine Platte auf. Danach ersetzte er bei King Crimson Ian McDonald und war ständiges Mitglied der Gruppe bis 1972. Anschließend begann seine Karriere als äußerst gefragter Session-Musiker und Background-Musiker, wodurch er auf einer großen Zahl von Alben bekannter Größen der Rockmusik verewigt wurde.
Collins spielte u. a. für Mike Batt, Eric Burdon, Roger Chapman, Clannad, Eric Clapton, Dire Straits, Peter Gabriel, Kokomo, Alexis Korner (The Party Album, 1978), Meat Loaf, Sally Oldfield, Robert Palmer, Gerry Rafferty, Rolling Stones, Eberhard Schoener, Chris Squire, Tina Turner, Uriah Heep, Bad Company, Tom Waits, Roger Waters, Alvin Lee und Westernhagen.
Von 1977 bis 1979 war er festes Mitglied der Gruppe Camel seines Freundes Andrew Latimer. 1980 bis 1984 war er Mitglied von The Alan Parsons Project.
Bis Ende 2003 war er Mitglied der Harald-Schmidt-Band mit Helmut Zerlett als Bandleader und nahm mit diesem und Stefan Krachten Platten unter dem Namen Trance Groove auf. 2001 gab es eine Zweit-Inkarnation von King Crimson mit einigen Musikern aus den 1970er Jahren als 21st Century Schizoid Band, bei der Mel Collins gemeinsam mit Ian McDonald und Jakko Jakszyk mitspielte.
Seit Ende 2004 war er wieder – nach einem Jahr Pause – mit den alten Bandkollegen (allerdings ohne Helmut Zerlett) für Harald Schmidt in dessen neuer Show tätig, seit dem Nachfolgeformat Schmidt & Pocher auch wieder unter der musikalischen Leitung von Helmut Zerlett. In der Folge war er auch an Stefan Krachtens Soloprojekt Goldmann beteiligt.
2011 spielte Collins Saxophone und Flöte auf dem Album A Scarcity of Miracles und war damit erstmals seit 1974 wieder auf einem King-Crimson-Album zu hören. Aus diesem Projekt erwuchs schließlich 2013 die achte „Inkarnation“ von King Crimson, erstmals seit 1981 ohne Adrian Belew. Zur bestehenden Besetzung des Projekts (Robert Fripp, Collins, Jakko Jakszyk, Gavin Harrison, Tony Levin) stießen Pat Mastelotto sowie erstmals Bill Rieflin (R.E.M.) hinzu. 